# زمین‌لرزه ۱۹۲۳ بنگلادش
زمین‌لرزه بنگلادش  در تاریخ ۹ سپتامبر ۱۹۲۳ میلادی، برابر با ‎۱۷ شهریور ۱۳۰۲، ساعت ۲۲:۰۳:۵۳ به زمان یوتی‌سی در بنگلادش رخ داد. ژرفای این زلزله ۳۵ کیلومتر بود. بزرگی آن ۷٫۱ در مقیاس Ms اعلام شده‌است. زمین‌لرزه به وقت محلی در روز دوشنبه، ساعت ۴ روی داده و منطقه زمانی آن یوتی‌سی +۶ بوده‌است .
شمار کشتگان زلزله حدود ۵۰ نفر بوده‌است.